# Crònica de la vida d’Esplugues
Crònica de la Vida d'Esplugues és una revista local del municipi d'Esplugues de Llobregat (Baix Llobregat). Des de la seva aparició el 1949, ha publicat sense interrupció notícies, reportatges i articles relacionats amb la vida associativa, històrica i cultural de la vila.

## Història
La publicació va ser impulsada per Josep Català i Soler, que volia dotar el poble d'un «vehicle de divulgació cultural i de recull de la vibració local». El número 1, de vuit pàgines i íntegrament en castellà —condicionat pel context polític del franquisme—, va sortir als quioscos el 15 de gener de 1949 amb la capçalera Vida de Esplugas.
El 1959, sota la direcció de Pasqual Juan i Lloret, la revista va iniciar la transició cap al català, procés que es completaria després de la restauració de la democràcia. En els seus setanta-cinc anys de trajectòria no ha deixat mai de publicar-se; això la converteix en una de les revistes locals més longeves de Catalunya.
Des de 1949 fins a 2000 la revista va ser mensual, i posteriorment bimestral. Des de 2020 apareix trimestralment. Es distribueix per subscripció, a quioscos locals.
A més de documentar l'actualitat, la Crònica ha esdevingut una font de referència per a investigadors de la història d'Esplugues i per al mateix Arxiu Municipal, que en conserva la col·lecció completa.

## Perfil editorial
La revista és editada per l'Associació Crònica de la Vida d'Esplugues, una entitat sense ànim de lucre. Els continguts s'articulen al voltant de seccions fixes (Esplugues Associativa, Persones que deixen petjada, Esplugues esportiva…) i col·laboracions obertes a qualsevol veí. Segons el conveni de col·laboració vigent amb l'Ajuntament (2023), cada número tira 500 exemplars impresos.

## Directors[calcitació]
- Josep Català i Soler (1949-1959)
- Pasqual Juan i Lloret (1959-1979; 1988-1999)
- Jordi Bonet i Rovira (1980-1988)
- Joan Torras i Ferret (2000-2004)
- Maria Lluïsa Morera i Ramos (2004-actualitat)